# Angela Lind Bergström
Angela Lind Bergström född 1950 i Sunne, död 26 september 2013 i Östra Ämtervik, var en svensk målare, grafiker och textilkonstnär.
Lind Bergström studerade och arbetade i Lomsjögruppen i byn Lomsjö i Lapplands inland 1973–1984. Hon har haft ett 30-tal separatutställningar i Sverige och Danmark, bland annat på Västerbottens museum i Umeå, Skellefteå konsthall, Konstforum i Norrköping, Konstfrämjandet i Karlstad och Linköping. Hon har medverkat i ett 40-tal samlingsutställningar i Sverige, Norge, Danmark, Finland och Grekland, bland annat på Värmlands museum, Karlstad 1988–2003, EPASKT Aten 1998, Thessalonikis kommunala galleri SKETVE 1999 och Bryssel 2003.
Hon har tilldelades Åsele kulturstipendium 1979, Statligt konstnärsbidrag 1981, Västerbottens läns kulturstipendium 1984, Statlig grundersättning 1984–1987, Sveriges Bildkonstnärsfond 1988, Värmlands konstförenings ungdomsstipendium 1989, Sunne kulturnämnd 1993, Vänermedia 1993 samt Värmlands Konstförenings Thor Fagerkvist stipendium 2003.
Bland hennes offentliga arbeten märks utsmyckningar för Umeå universitet, Statens Konstråd. Habiliteringen på Ålidhem, Umeå, Västerbottens landsting, Hudiksvalls sjukhus, Gävleborgs landsting. Brobyskolan i Sunne, Landstingstvätten i Karlstad, Värmlands landsting. Huvudentréer i flerfamiljshus i Södra Åmberg Sunne, samt utsmyckningar för Riksbyggen.
Lind Bergströms konst berstår av textil, måleri och grafik.
Hon är representerad på många statliga, landstingsägda och kommunala offentliga byggnader bland annat vid Gymnasiet i Vilhelmina, Vårdcentralen i Vännes, Anderstorps skola i Skellefteå, Tandläkarhögskolan i Umeå, Tandvården i Robertsfors, Dagcentret i Umeå, Storfors sjukhus, Umeå universitet, Hudviksvalls sjukhus, Kolbäcks habilitering i Umeå och Brobyskolan i Sunne samt vid Värmlands museum och Folkets husföreningar runt om i Sverige.